# Euxoa muriicolor
Euxoa muriicolor är en fjärilsart som beskrevs av Rothschild 1914. Euxoa muriicolor ingår i släktet Euxoa och familjen nattflyn. Inga underarter finns listade i Catalogue of Life.